# Freie-Partie-Europameisterschaft der Junioren 1988/89

Logo CEB (ausrichtender Verband)

Die Freie-Partie-Europameisterschaft der Junioren 1988 war das 13. Turnier in dieser Disziplin des Karambolagebillards und fand vom 8. bis zum 11. November 1988 in Wiltz statt. Die Meisterschaft zählte zur Saison 1988/89.

## Geschichte
Mit noch nie im Juniorenbereich erzielten Leistungen holte sich der Belgier Frédéric Caudron seinen zweiten EM-Titel in der Freien Partie. Großartig waren auch die Leistungen der weiteren Platzierten. Titelverteidiger Stephan Horvath wurde Zweiter vor Henri Tilleman.

## Modus
Gespielt wurde in einer Finalrunde „Jeder gegen Jeden“ bis 300 Punkte.
1. MP = Matchpunkte
2. GD = Generaldurchschnitt
3. HS = Höchstserie

## Finalrunde
| MP    | Match Points (Sieger = 2; Unentschieden = 1; Verlierer = 0) |
| Pkte. | Erzielte Karambolagen                                       |
| Aufn. | Benötigte Versuche                                          |
| GD    | Generaldurchschnitt                                         |
| BED   | Bester Einzeldurchschnitt eines Spielers                    |
| HS    | Höchstserie                                                 |
|       | Bester GD des Turniers                                      |
|       | Bester ED des Turniers                                      |
|       | Beste HS des Turniers                                       |
|       | 1. Platz (Gold)                                             |
|       | 2. Platz (Silber)                                           |
|       | 3. Platz (Bronze)                                           |

| Platz                      | Name             | MP   | Pkte | Aufn. | GD     | BED    | HS  |
| -------------------------- | ---------------- | ---- | ---- | ----- | ------ | ------ | --- |
| 1                          | Frédéric Caudron | 14:0 | 2100 | 10    | 210,00 | 300,00 | 300 |
| 2                          | Stephan Horvath  | 12:2 | 1800 | 15    | 120,00 | 300,00 | 300 |
| 3                          | Henri Tilleman   | 10:4 | 1515 | 15    | 101,00 | 300,00 | 300 |
| 4                          | Raymond Knoors   | 8:6  | 1214 | 12    | 101,16 | 300,00 | 300 |
| 5                          | Ludger Havlik    | 5:9  | 1239 | 27    | 45,89  | 100,00 | 300 |
| 6                          | Jesper Larsen    | 5:9  | 1030 | 32    | 32,18  | 100,00 | 260 |
| 7                          | Stéphane Wathier | 2:12 | 414  | 30    | 13,80  | 33,33  | 280 |
| 8                          | Carlos Marques   | 0:14 | 365  | 37    | 9,86   | -      | 99  |
| Turnierdurchschnitt: 54,36 |                  |      |      |       |        |        |     |